# Pollia zollingeri
Pollia zollingeri är en himmelsblomsväxtart som först beskrevs av Justus Carl Hasskarl, och fick sitt nu gällande namn av Charles Baron Clarke. Pollia zollingeri ingår i släktet Pollia och familjen himmelsblomsväxter. Inga underarter finns listade.